# Ерастівський став
Ерастівський став — втрачена природоохоронна територія у Дніпропетровській області.
Проголошено «гірологічним пам'ятником природи місцевого значення» 23 грудня 1969 року рішенням № 1004 виконкому Дніпропетровської обласної Ради депутатів трудящих «Про пам'ятники природи місцевого значення» (розділ 2, пункт 1 додатку). Місцем розташування вказано село Ерастівка (нині — село Вишневе, Кам'янського району). Опис пам'ятки: «Зразок штучного утворення та зберігання водоймища в степовій частині. Площа 65 га.»
Топоніми пов'язані з ім'ям Ераст у цій місцевості з'явилися завдячуючи Ерасту Костянтиновичу Бродському, який був власником цих земель, побудував залізничну станцію та гілку поряд, а також заснував у 1899 році нижчу сільськогосподарську школу для підготовки сільськогосподарських старост, яка після ряду змін назв збереглася дотепер, досі провадить навчання та має назву «Ерастівський фаховий коледж імені Е. К. Бродського Дніпропетровського державного аграрного університету».

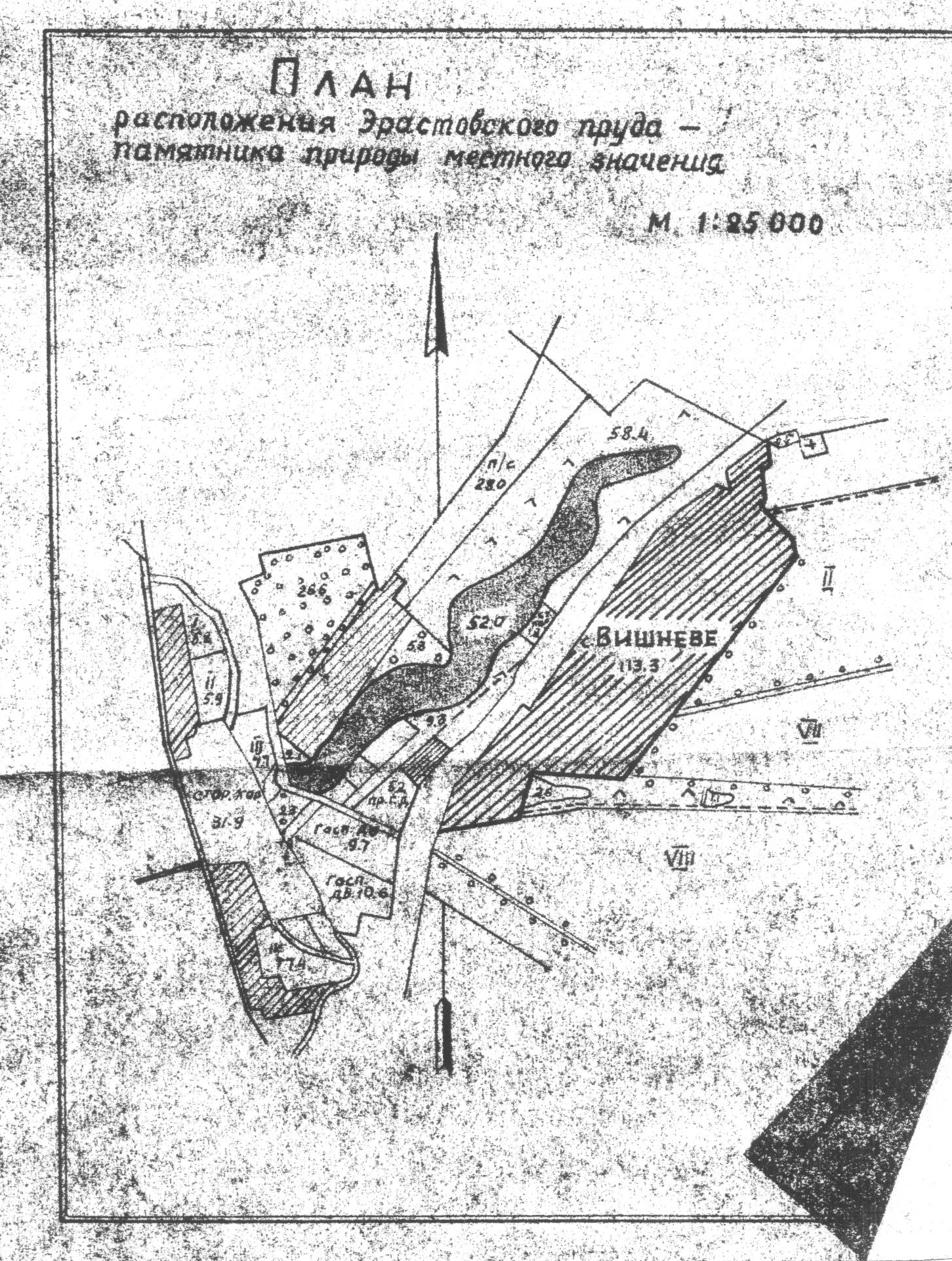
План-схема Ерастівського ставу

22 червня 1972 року виконком Дніпропетровської обласної Ради депутатів трудящих ухвалив рішення № 391, згідно з «Додатком 6» якого Ерастівський став виключаються з реєстру пам'ятників місцевого значення, як такий, що не відповідають новій класифікації.